# 대한제국 해군
대한제국 해군(大韓帝國海軍, Korean Imperial Navy)은 대한제국의 해군이었다.

## 초창기
1892년에 조선 조정은 기존의 조선 수군을 대체할 새로운 근대식 해군의 양성을 위해 영국 총영사에게 교관 파견을 요청하였고, 1893년 3월에는 근대식 해군학교인 통제영학당을 설치하였다. 당시 처음으로 영국에서 파견된 군사 교관인 콜웰(W. H. Callwell) 예비역 해군대위와 조교로 온 커티스(J. W. Curtis) 하사가 교육을 맡게 되었으며, 1893년 9월에 사관생도 38명과 수병 300명을 대상으로 교육이 시작되었다. 하지만 일본을 비롯한 대외의 압박이 나타나면서  통제영학당은 오래 못가 1894년 11월에 폐교된다.

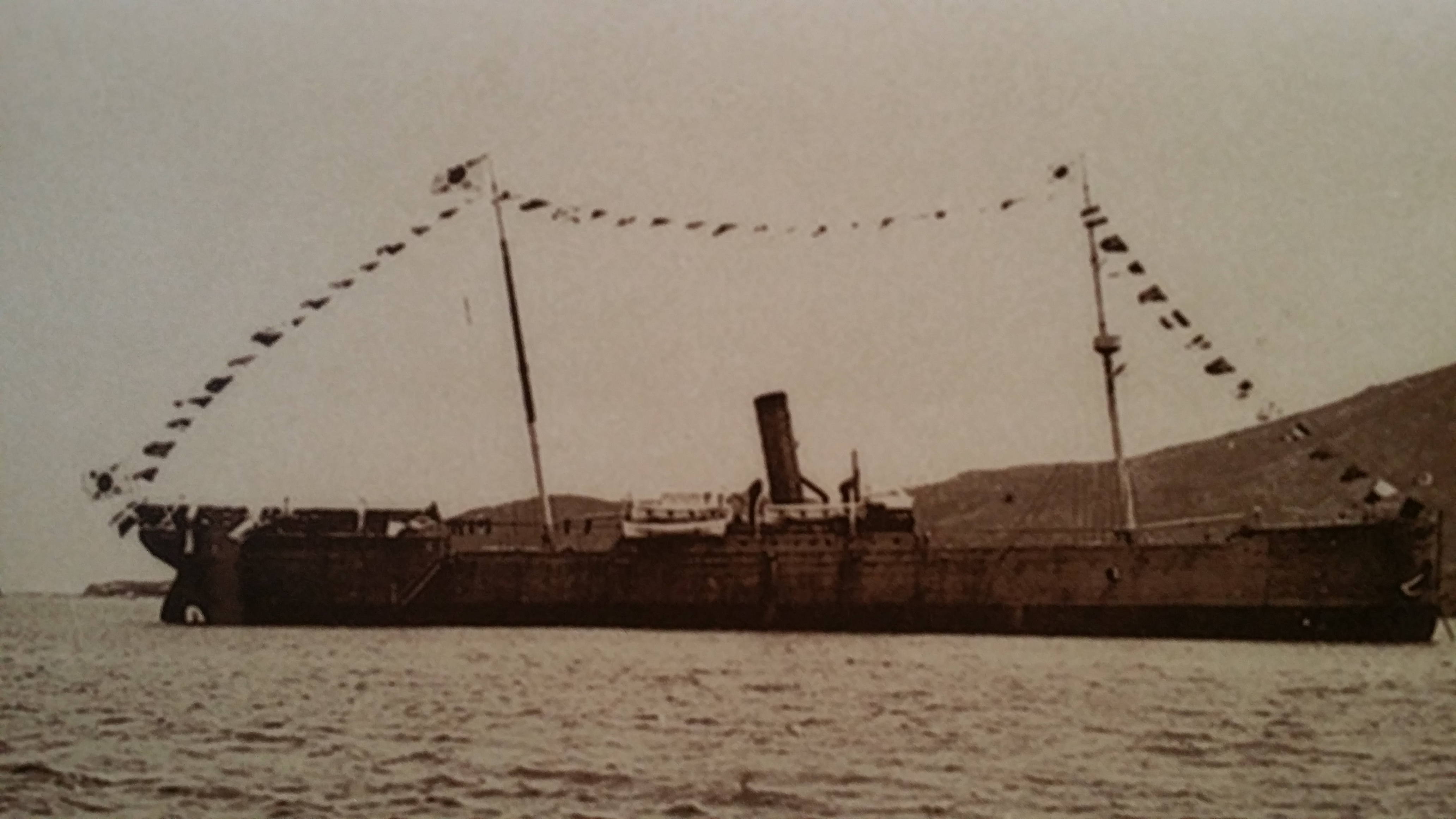
대한제국의 군함 양무호

대한제국이 성립된 이후에도 한동안 실질적으로 해군이 없다가 일본에서 1903년에 중고로 상선(석탄 운반선)을 한 척 구입하여 갑판에 대포를 얹어 군함으로 개조하는데 이것이 한국의 첫 근대식 군함인 양무호(揚武號)이다. 4문 의 80mm 포와 5mm 기관총 2정을 장착해서 화력도 빈약했다. 참고로 동시기 일본 해군의 연합함대 기함으로 쓰였던 전함 미카사의 무장은 305mm 주포에 부포로 152mm를 달았다. 양무호는 1904년엔 러일전쟁 때 일본 해군이 징발해 사용한 뒤 대한제국군이 해산되자 부산에 가서 견습 선원들을 위한 실습선으로 쓰이다가 1960년대에 철광석을 싣고 가던 중에 싱가포르 근처의 바다에서 침몰했다.

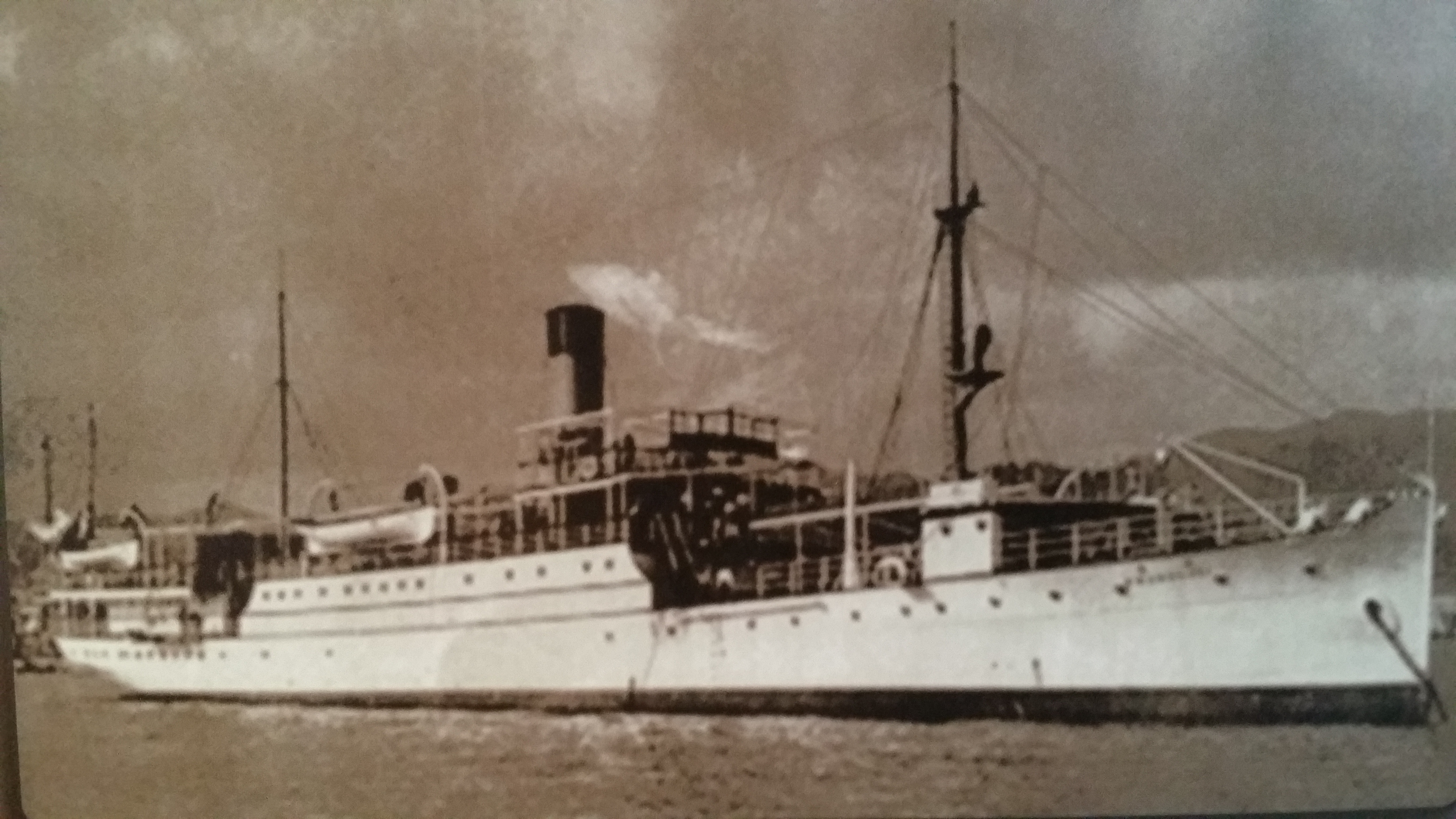
대한제국의 군함 광제호

이듬해에는 1,056t급 광제호(光濟號)를 구입한다. 3인치 포를 3문 장착하고 있는 광제호는 배 자체도 일본 가와사키 조선소에서 발주한 새 배로, 양무호와 비교하면 훨씬 괜찮은 함정이었다. 하지만 1905년 을사조약 이후에 광제호는 해군 함정의 업무 대신 세관 측의 연안 감시선 역할을 맡고, 제2차 세계대전 때는 석탄 운반에 쓰인다. 전반적으로 상선에 대포만 몇 개 달아놓은데다 중고 선박을 시가의 두 배라는 바가지 씌운 금액을 지불하고 살면서 화물선 역할밖에 못 했던 양무호보다, 그래도 밀수 단속 등의 업무에 동원된 광제호가 상대적으로 배의 성능이나 도입 목적 달성도는 높은 편이었다.
양무호와 광제호 두 척의 초대 함장은 모두 신순성(愼順晟, 1878~1944)이었다. 그는 대한제국 해군 해체 이후 상선사관으로 근무했다. 경술국치 전날, 신순성 함장은 광제호에 게양되어 있던 태극기를 내려 보관하고 있었는데, 조국 해방을 1년 앞두고 사망한 아버지를 대신해 아들 신태범 박사가 광복 이후 열린 한국 기선 취항식에서 일본으로부터 인수받은 기선에서 일장기를 내리고 이 태극기를 게양했다고 한다.

## 같이 보기
- 대한제국 육군
- 대한민국 해군
- 조선군
- 궁내부
  - 창룡호(蒼龍號)[1]: 536톤 - 1887년 도입
  - 현익호(顯益號)[2]: 709톤 - 1892년 도입
  - 이운호(利運號)[3]: 1,000톤 - 1893년 도입
  - 경제호 - 1893년 도입
  - 한성호(漢城號)[4]: 1,027톤 - 1893년 도입
  - 순신호(順新號)[5]: 97톤 - 1901년 도입
  - 일신호(日新號)[6]: 147톤 - 1902년 도입